# Luigi Bulferetti
Luigi Bulferetti (Torino, 3 gennaio 1915 – Pegli, 14 giugno 1992) è stato uno storico italiano.

## Biografia
Figlio di Domenico Bulferetti, si laureò in giurisprudenza all’Università di Torino con Gioele Solari e frequentò l'Istituto storico per l’età moderna e contemporanea, dove seguì i corsi di Gioacchino Volpe. Partecipò alla Resistenza e, dopo la fine della guerra, insegnò nelle Università di Cagliari, Pavia e Genova. Storico del Risorgimento, fu particolarmente attento alle istanze filosofiche, sociali e politiche; negli ultimi anni estese i suoi interessi alla figura di Galileo Galilei.

## Opere principali
- L'assolutismo illuminato in Italia, 1700-1789, Milano, ISPI, 1940
- Antonio Rosmini nella restaurazione, Firenze, Le Monnier, 1942
- Orientamenti della politica estera sabauda dal 1814 al 1819, Roma, Vittoriano, 1942
- Introduzione alla storiografia socialista in Italia, Firenze, Olschki, 1944
- Socialismo risorgimentale, Torino, Einaudi, 1949
- Le ideologie socialistiche in Italia nell'età del positivismo evoluzionistico (1870-1892), Firenze, Le Monnier, 1950
- Scienza e tecnica nella storia sociale, Milano, Feltrinelli, 1961
- Agricoltura, industria e commercio in Piemonte nel secolo XVIII, Torino, Istituto per la storia del Risorgimento italiano, 1963
- Galileo Galilei nella società del suo tempo, Manduria, Lacaita, 1964
- Gli studi galileiani, oggi, Torino, ERI, 1965
- Leonardo: l'uomo e lo scienziato, Torino, ERI, 1966
- La scienza come storiografia, Torino, ERI, 1970
- Galileo Galilei nella società del suo tempo, e altri saggi, Manduria, Lacaita, 1973